# Не все папы писают стоя
«Не все папы писают стоя» (фр. Tous les papas ne font pas pipi debout) — франко-бельгийский телефильм режиссёра Доминика Барона.

## Синопсис
Зои и Дэн живут в Бельгии, со своим 10-летним сыном Симоном. Потребовалось некоторое время, но теперь они полностью интегрированы в городское общество. Симон становится чемпионом по плаванию и лидером местной детской банды. Всё меняется, когда в соседний дом переезжает новая семья, которая не терпит гомосексуальную семью.

## Актёрский состав
| Актёр             | Роль      |
| ----------------- | --------- |
| Наташа Линдинжер  | Дэн       |
| Кароль Ришер      | Зои       |
| Марина Влади      | бабушка   |
| Корентин Мардага  | Симон     |
| Фанни Валетт      | Дженнифер |
| Алессандро Сигона | Макс      |
| Пьер Ларош        | дедушка   |
| Ивет Мерлин       | бабушка   |